# De Rodenburgs
De Rodenburgs is een televisieserie die zich afspeelt in de Belgische stad Kortrijk. De titel van de serie verwijst naar de villawijk Rodenburg in Kortrijk. Het eerste seizoen bestaat uit 24 afleveringen, die oorspronkelijk werden uitgezonden tussen 7 oktober 2009 en 17 maart 2010 op de Vlaamse tv-zender VTM.
Het tweede seizoen bestond uit 18 afleveringen, waarvan de eerste 8 werden uitgezonden tussen 2 september 2010 en 21 oktober 2010. De overige afleveringen werden uitgezonden tussen 2 februari 2011 en 6 april 2011 en vormen tevens het einde van de serie.
De serie wordt nog regelmatig herhaald. In 2019 op Vitaya en in 2020 het tweede seizoen op CAZ2.

## Rolverdeling

### Hoofdrollen
- Mike Verdrengh - Karel Rodenburg (aflevering 1 tot 42)
- Gilda De Bal - Bénédicte Rodenburg-Cénépart (aflevering 1 tot 42)
- Mathias Sercu - Frederique 'Fred' Rodenburg (aflevering 1 tot 42)
- Lien De Graeve - Maaike Rodenburg-De Ridder (aflevering 1 tot 32, 34 tot 42)
- Marie Vinck - Marie-Claire Rodenburg (aflevering 1 tot 27, 33 (cameo), 41 tot 42)
- Pieter Embrechts - Olivier Rodenburg (aflevering 1 tot 31, 38 tot 42)
- Wim Danckaert - Stijn De Ridder (aflevering 1 tot 42)
- Hilde Heijnen - Hanne De Ridder (aflevering 1 tot 42)
- Daphne Wellens - Freya De Ridder (aflevering 1 tot 42)
- Hein Blondeel - Simon Sterckx (aflevering 3 tot 24)
- Bieke Ilegems - Isabelle Goeminne (aflevering 3 tot 42)
- Maarten Ketels - Daniël Goeminne (aflevering 22 tot 42)
- Joke Devynck - Claudia Schneider (aflevering 25 tot 42)

### Bijrollen
- Luc Van Duysse - Charles (aflevering 1 tot 42)
- Veerle Eyckermans - Agnes (aflevering 1 tot 42)
- Sura Dohnke - Chantal (aflevering 1 tot 42)
- Maarten Bosmans - Janssen (aflevering 1 tot 14)
- Tania Kloek - Camilia Del Monte (aflevering 2 tot 22)
- Stef Aerts - Bas (aflevering 5 tot 23)
- Ludo Hellinx - Antoine Libeert (aflevering 10 tot 42)
- Chris Lomme - Marie-France Cénépart (aflevering 1 tot 2, 19 tot 24, 31 tot 42)
- Maaike Neuville - Naomi Bisschops (aflevering 32 tot 42)

### Gastrollen

#### Seizoen 1
Camilia Blereau (Margriet Van de Pas), Eddy Vereycken (Serge Vriendts), Twiggy Bossuyt (Dokter Vermeersch), Tatyana Beloy (Verpleegster), Patricia Goemaere (Marlies 'Lise' Mariën), Wim Decorte (Freek), Ben Van Ostade (Vandersande), Kevin Bellemans (Filip), Theo Van Baarle (Dokter), Karolien De Beck (Kristine), George Arrendell (Carlos), Christel Domen (Cécile), Wim Van de Velde (Agent), Herman Boets (Psychiater De Vusscher), Peter Bulckaen (Eric Stoops), Arne Baeck (Lars), Heidi De Grauwe (Journaliste), Michel Bauwens (Inspecteur Cassiers), Rik Verheye (Daan), Nicky Langley (Bankdirectrice), Ivan Pecnik (Psycholoog Verbiest), Dries Vanhegen (Producer), Frank Dierens (Producer Dehaen), Jonas Leemans (Kevin), Thomas Ryckewaert (Goran), Delphine Delmotte (Receptioniste), Ruth Becquart (Dokter), Michael Vergauwen (Bjorn), Jochen Balbaert (Dokter), Peter Michel (Joost), Wim Vermeylen (Roger), Geert Vermeulen (Johan), Gudi Raymaekers (Verpleegster) en Griet Boels (Verpleegster).

#### Seizoen 2
Camilia Blereau (Margriet Van de Pas), Karel Vingerhoets (Camilia's vader), Saskia Debaere (klant), Marc Coessens (notaris De Cleene), Sofie Mora (Nina), Arnold Willems (Advocaat), David Crocaerts (hotelbediende), Kristine Van Pellicom (privédetective), Rudy Morren (politieman), Sven De Ridder (Patrick Callens), Marc Van Eeghem (meester Hauspie), Dirk Belloy (opkoper), Leslie De Gruyter (dokter), Marc Verbruggen (politieman), Erik Goossens (echtgenoot slachtoffer), Karel Deruwe (Procureur Dewimp), Walter Quartier (rechter). Kader Gurbuz (lid schepencollege enkel stem)

## Verhaal

### Seizoen 1
De Rodenburgs is een familie-epos, een kroniek van twee verschillende families die worden samengebracht door huwelijksbanden en zakelijke belangen.
De Rodenburgs zijn veel rijker dan de zee diep is en hebben hun miljoenen te danken aan Rodenburg Investment Company (RIC), gesticht door pater familias Karel Rodenburg (Mike Verdrengh). In deze steenrijke industriële familie is de volgende generatie stilaan aan zet. Patriarch Karel Rodenburg kiest echter niet voor de gedoodverfde opvolger, zijn oudste zoon Fred (Mathias Sercu), maar voor een buitenstaander. Uiteraard tot groot ongenoegen van zijn familie. Nieuwe CEO Stijn De Ridder (Wim Danckaert) en zijn gezin krijgen het erg moeilijk om zich te integreren in het milieu van de Rodenburgs. Er begint een verbeten strijd tussen twee kampen. De conflicten draaien niet alleen om geld en macht, maar vooral om de drang naar respect en liefde en ook om jaloezie en haat.

### Seizoen 2
Terwijl de hele familie Rodenburg aanwezig is op de begrafenis van Simon (Hein Blondeel), neemt Stijn (Wim Danckaert) afscheid van Camilia (Tania Kloek). Zij kon de afwijzing door Stijn niet verkroppen en pleegde zelfmoord. Hanne (Hilde Heijnen) is nog steeds razend op haar man en start een vechtscheiding.
Zowel Freya (Daphne Wellens) als Marie-Claire (Marie Vinck) zitten in zak en as sinds de dood van Simon. Terwijl Marie-Claire troost zoekt bij haar vermeende neef Daniël (Maarten Ketels), stort Freya zich in de drank en het nachtleven. Daniël begint zich intussen steeds meer thuis te voelen binnen de familie Rodenburg. Isabelle (Bieke Ilegems) is niet te spreken over het plan van Karel (Mike Verdrengh) om hem de helft van het familiebedrijf te schenken.
Fred (Mathias Sercu) is in zijn nopjes sinds hij de leiding over RIC heeft overgenomen. Zijn glorieperiode is echter van korte duur. Zijn vader blijft zich immers te pas en te onpas moeien met de gang van zaken binnen het bedrijf. Het plots opduiken van Freds dood gewaande echtgenote Claudia (Joke Devynck) zorgt bovendien voor een ware schokgolf binnen zijn gezin. Het komt tot een breuk met zowel Marie-Claire als Maaike (Lien De Graeve). Deze laatste kiest weer volop voor het modellenleven.
Het vergaat Olivier Rodenburg (Pieter Embrechts) ondanks zijn verkiezingsoverwinning helemaal niet zo goed. Hij krijgt uit diverse hoeken te maken met tegenwerking, wat ervoor zorgt dat hij zijn ministerpostje definitief kan opbergen. Hij slaagt er ook niet in de gemaakte brokken met Hanne te lijmen. Na een avondje stappen met Freya, veroorzaakt een dronken Olivier een dodelijk verkeersongeval. Terwijl Freya als doodrijder wordt gezien, vlucht Olivier naar het buitenland.
Karel heeft slecht nieuws gekregen: hij heeft niet lang meer te leven. Hij wil koste wat het kost zijn kleindochter terugvinden en zorgt ervoor dat Freya wordt vrijgelaten uit de gevangenis. Intussen wordt Bénédicte gechanteerd door Claudia. Ze dreigt de controle over zichzelf te verliezen en heeft geen oog voor wat er gaande is met haar echtgenoot.
Stijn richt zijn eigen bedrijf KIC op. Wanneer Hanne erachter komt dat hij dit gefinancierd heeft met een erfenis van Camilia is ze woedend en zet ze hem terug aan de deur. Ze is vastbesloten hem het leven zuur te maken en wordt hierin gesteund door Camilia's vader. Stijn laat het niet aan zijn hart komen en begint zelfs een relatie met Isabelle.
Claudia chanteert Bénédicte met het zwijggeld dat ze indertijd aan Claudia betaald heeft om te verdwijnen. Marie-France grijpt in.
Karel krijgt te horen dat een tweede hersenbloeding reëel is. Hij heeft niet lang meer te leven maar durft het niet te vertellen aan zijn familie. Hij haalt Freya en Naomi uit de gevangenis en vraagt hen om Marie-Claire te vinden. Hij wil koste wat kost zijn verhaal vertellen.
Claudia zoekt terug toenadering naar Fred. Die geeft toe, tot Maaike terug voor de deur staat.
Freya en Naomi zoeken intensief naar Marie-Claire maar hebben aanvankelijk weinig resultaat. Tot ze haar gegevens bemachtigen. Marie-Claire zit in New York. Ze willen deze aan Karel geven in ruil dat Olivier zich aangeeft bij de politie. Karel stemt in en bezoekt Marie-Claire in New York. Marie-Claire vertelt waarom ze gevlucht is en Karel neemt haar terug mee naar Kortrijk.
De rechtszaak van Freya start: ze wordt tot vijf jaar gevangenisstraf veroordeeld. Naomi doet er alles aan om Freya vrij te krijgen maar tevergeefs. Karel haalt Olivier terug uit het buitenland en vraagt hem zijn verantwoordelijkheid op te nemen.
Zowel in New York als in Kortrijk wordt het grote geheim van Bénédicte onthuld: Marie-Claire is de dochter van Olivier en niet die van Fred. De eerste is geschokt door dit nieuws en de laatste is in alle staten. Geraakt de familie tijdig bijeen voor Claudia de laatste fase van haar wraak voltooit?

## Afleveringen

### Seizoen 1
Het eerste seizoen werd opgenomen van eind april tot half december 2009.
| Nr    | Eerste uitzending | Regie            | Scenario                         | Kijkcijfers |
| ----- | ----------------- | ---------------- | -------------------------------- | ----------- |
| 1     | 7 oktober 2009    | Kurt Vervaeren   | Ward Hulselmans                  | 886.967     |
| 2     | 14 oktober 2009   | Kurt Vervaeren   | Ward Hulselmans                  | 659.000     |
| 3     | 21 oktober 2009   | Kurt Vervaeren   | Paul Piedfort                    | 640.160     |
| 4     | 28 oktober 2009   | Kurt Vervaeren   | Paul Piedfort                    | 614.669     |
| 5     | 4 november 2009   | Christophe Ameye | Patrick Kreydt                   | 661.284     |
| 6     | 11 november 2009  | Christophe Ameye | Hilde Pallen                     | 797.606     |
| 7     | 18 november 2009  | Christophe Ameye | Christophe Ameye                 | 678.724     |
| 8     | 25 november 2009  | Christophe Ameye | Leen Van Severen & Paul Piedfort | 687.998     |
| 9     | 2 december 2009   | Lien Willaert    | Hilde Pallen                     | 559.537     |
| 10    | 9 december 2009   | Lien Willaert    | Patrick Kreydt                   | 585.784     |
| 11    | 16 december 2009  | Lien Willaert    | Patrick Kreydt                   | 692.886     |
| 12    | 23 december 2009  | Lien Willaert    | Leen Van Severen & Eric Wirix    | 659.461     |
| 13    | 30 december 2009  | Christophe Ameye | Christophe Ameye & Eric Wirix    | 758.470     |
| 14    | 6 januari 2010    | Christophe Ameye | Patrick Kreydt & Eric Wirix      | 689.184     |
| 15    | 20 januari 2010   | Christophe Ameye | Patrick Kreydt & Eric Wirix      | 565.023     |
| 16    | 27 januari 2010   | Christophe Ameye | Patrick Kreydt & Eric Wirix      | 704.000     |
| 17    | 3 februari 2010   | Christophe Ameye | Hilde Pallen & Eric Wirix        | 656.524     |
| 18    | 10 februari 2010  | Christophe Ameye | Patrick Kreydt & Jimmy Simons    | 748.138     |
| 19    | 17 februari 2010  | Kurt Vervaeren   | Patrick Kreydt & Eric Wirix      | 580.215     |
| 20    | 24 februari 2010  | Kurt Vervaeren   | Patrick Kreydt & Luc Gadisseur   | 625.232     |
| 21    | 3 maart 2010      | Kurt Vervaeren   | Paul Piedfort & Erix Wirix       | 656.524     |
| 22    | 10 maart 2010     | Kurt Vervaeren   | Patrick Kreydt & Willem Wallyn   | 571.758     |
| 23+24 | 17 maart 2010     | Kurt Vervaeren   | Luc Gadisseur & Willem Wallyn    | 659.020     |

### Seizoen 2
De opnames van reeks 2 lopen van eind april tot begin december 2010. Er liepen in augustus een week opnames in New York met Mike Verdrengh en Marie Vinck.
| Nr      | Eerste uitzending | Regie            | Scenario                           | Kijkcijfers |
| ------- | ----------------- | ---------------- | ---------------------------------- | ----------- |
| 25 (1)  | 2 september 2010  | Christophe Ameye | Willem Wallyn & Lukas Bossuyt      | 500.372     |
| 26 (2)  | 9 september 2010  | Christophe Ameye | Willem Wallyn & Dirk Nielandt      | 537.845     |
| 27 (3)  | 16 september 2010 | Christophe Ameye | Willem Wallyn & Gaea Schoeters     | 509.407     |
| 28 (4)  | 23 september 2010 | Christophe Ameye | Willem Wallyn & Gerrie Van Rompaey | 578.308     |
| 29 (5)  | 30 september 2010 | Christophe Ameye | Willem Wallyn & Gerrie Van Rompaey | 513.519     |
| 30 (6)  | 7 oktober 2010    | Christophe Ameye | Willem Wallyn & Gerrie Van Rompaey | 587.400     |
| 31 (7)  | 14 oktober 2010   | Christophe Ameye | Willem Wallyn & Gerrie Van Rompaey | 533.680     |
| 32 (8)  | 21 oktober 2010   | Christophe Ameye | Willem Wallyn & Lukas Bossuyt      | 566.423     |
| 33 (9)  | 2 februari 2011   | Christophe Ameye | Willem Wallyn & Lukas Bossuyt      | 550.000     |
| 34 (10) | 9 februari 2011   | Christophe Ameye | Willem Wallyn & Gaea Schoeters     |             |
| 35 (11) | 16 februari 2011  | Christophe Ameye | Willem Wallyn & Gerrie Van Rompaey |             |
| 36 (12) | 23 februari 2011  | Christophe Ameye | Willem Wallyn & Dirk Nielandt      | 527.000     |
| 37 (13) | 2 maart 2011      | Christophe Ameye | Willem Wallyn & Gerrie Van Rompaey | 513.406     |
| 38 (14) | 9 maart 2011      | Christophe Ameye | Willem Wallyn & Gerrie Van Rompaey | 570.431     |
| 39 (15) | 16 maart 2011     | Christophe Ameye | Willem Wallyn & Gaea Schoeters     |             |
| 40 (16) | 23 maart 2011     | Christophe Ameye | Willem Wallyn                      |             |
| 41 (17) | 30 maart 2011     | Christophe Ameye |                                    |             |
| 42 (18) | 6 april 2011      | Christophe Ameye |                                    | 468.038     |

## Trivia
- De reeks is gebaseerd op 2900 Happiness, een Deense televisieserie.
- Twee dagen voor de serie werd uitgezonden op televisie vond een avant-première plaats in de Kinepolisvestiging te Kortrijk, waar het stadsbestuur 2 filmzalen had afgehuurd om zowel genodigden als geïnteresseerde Kortrijkzanen een eerste blik op de serie te gunnen.[1]
- Daphne Wellens en Hein Blondeel speelden eerder al eens samen in de jeugdserie Spring.
- Marie Vinck draagt voor haar rol een pruik.